# Azazel

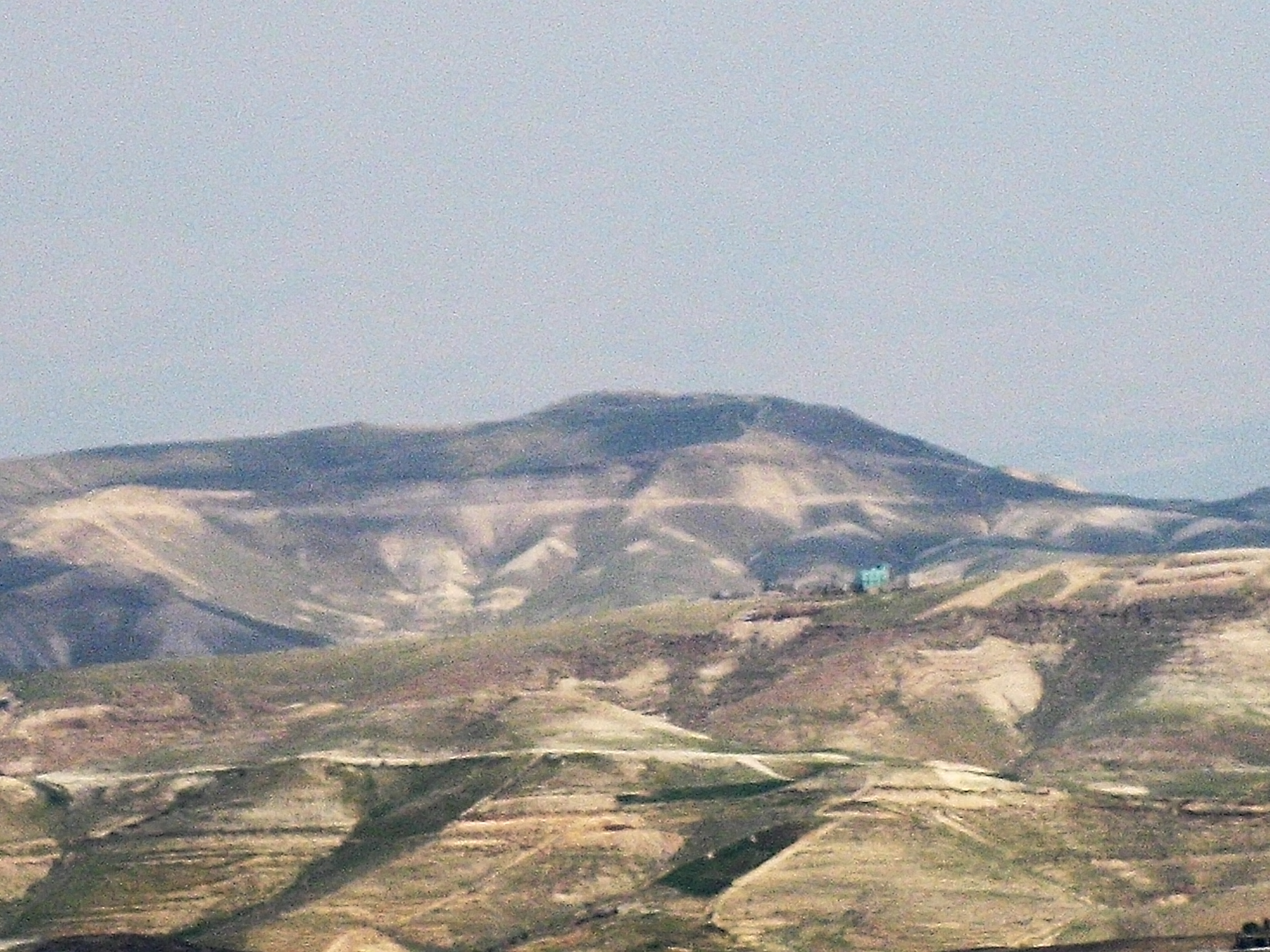
Monte Azazel (Jebel Muntar) no deserto da Judeia

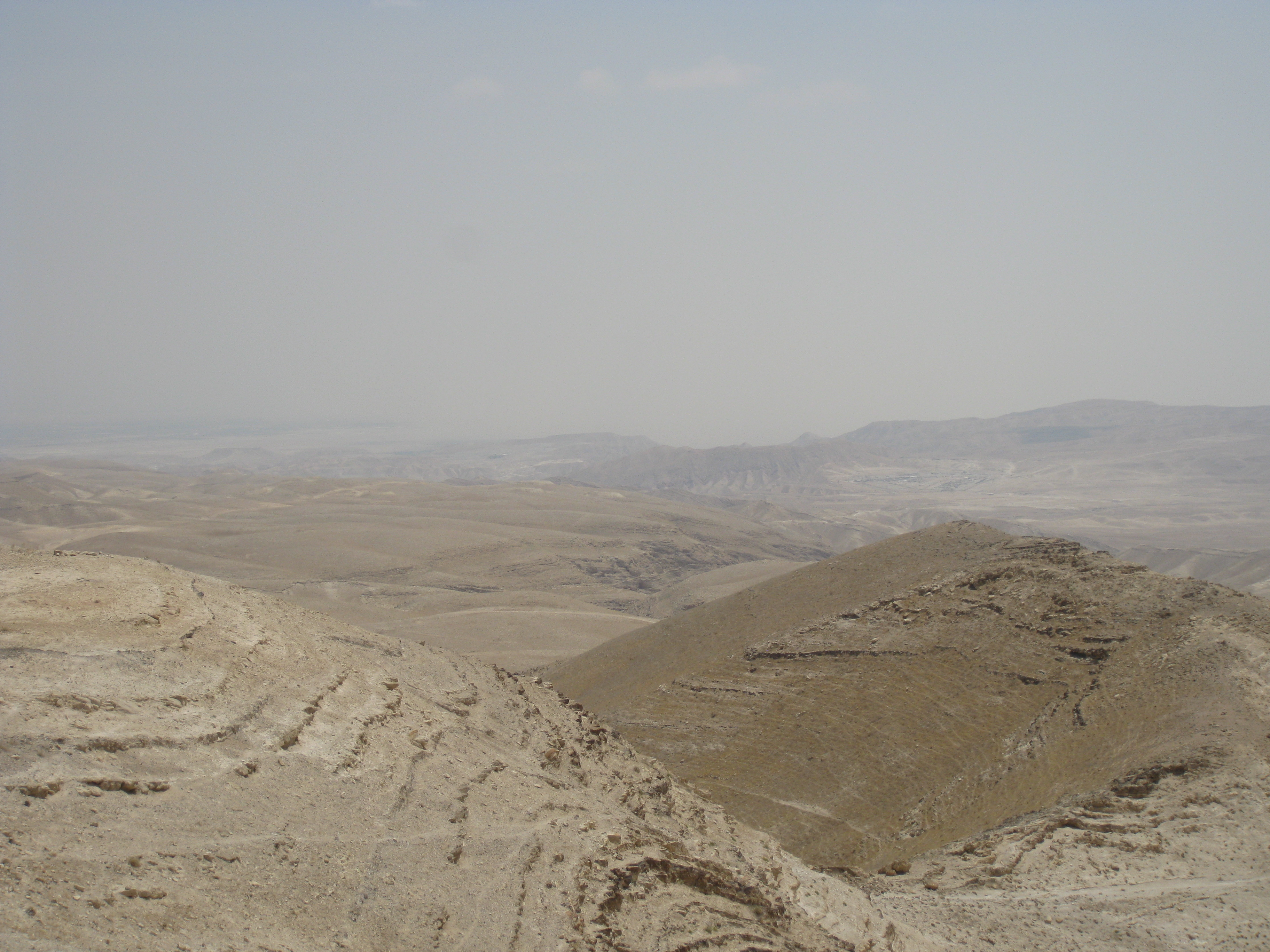
Falésias do Monte Azazel (Jebel Muntar)

Azazel (em hebraico:  עֲזָאזֵל; em árabe: عزازيل, translit. ʿAzāzīl), segundo as crenças judaicas, cristãs e islâmicas, é um anjo caído.

## Azazel na Bíblia Hebraica

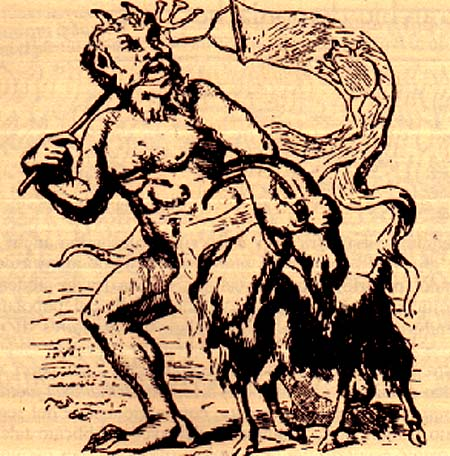
Azazel

Azazel (em hebraico:  עזאזל)[a] é o nome atribuído a um anjo, que seria encarregado da tarefa de levantar as faltas humanas e as enumerar perante o Tribunal Divino, durante o julgamento anual da humanidade. É, por outro lado, uma figura misteriosa, que aparece por três vezes na Bíblia Hebraica, relacionado expressamente com o ritual do Yom Kipur, quando, na época do Templo de Jerusalém, um bode era sacrificado para o Criador e outro era destinado a Azazel, sendo este último animal encaminhado para morrer no deserto levando consigo os pecados do povo. Azazel também é comumente conhecido como o responsável pelo pecado da Ira entre os Sete Príncipes do Inferno (que correspondem aos sete pecados capitais).

## História de Azazel
Ao lado de Shemihazah, liderou um grupo de duzentos anjos que desceram à Terra, com o fito de viver entre os humanos. Conheceram as mulheres e com elas tiveram filhos. Particularmente, Azazel teve filhos que pereceram no Dilúvio. Esses rebentos foram chamados de nefilim.
O Texto Massorético indica um nome próprio que, à parte dessa menção, é inteiramente desconhecido (nas Escrituras): Azazel, que os rabinos da Idade Média explicavam ser designação de um demônio peludo do deserto. Então, Arão lançaria sortes por um demônio. Ora, não se faz inclusão do culto ou adoração de demônios em parte alguma da Torá, e não pode existir a mínima possibilidade de que tal culto surja aqui (e nos versículos seguintes deste capítulo [Lv16]. A óbvia solução desse enigma encontra-se na separação das duas partes da palavra 'Azazel', de modo que fique ez azel, isto é, 'o bode da partida ou da demissão'.
Noutras palavras, como o versículo 10 deixa bem claro, esse segundo bode deve ser conduzido para fora, ao deserto, para onde deverá encaminhar-se, e de modo simbólico, levar embora os pecados do povo de Israel, retirando-os do acampamento do povo. É inquestionável que a LXX entendeu o versículo e o nome Azazel dessa forma, ao apresentar a grafia to apopompaio (para o que for enviado para longe). De forma semelhante, a Vulgata traz capro emissário (para o bode que deve ser despedido). Assim, ao separarmos as duas palavras que foram indevidamente fundidas numa só no hebraico, passamos a ter um texto que faz sentido perfeito no contexto, sem fazer concessão a demônios, cujo exemplo não existe nas Escrituras. Noutras palavras, 'bode emissário' (KJV, NASB, NIV) é a verdadeira tradução a ser empregada, em vez de "para Azazel"(ASV, RSV) (Enciclopédia de Dificuldades Bíblicas, 1998, 2ª impressão, p. 39 )
"azazel, palavra que talvez devesse ser vocalizada como ez azel (um bode de partida). É preciso que se entenda que o registro dos documentos do Antigo Testamento era escrito só com as consoantes; os pontos representativos das vogais só passaram a ser colocados no texto a partir de 800 d.C [Texto Massorético] ...A tradição, segundo a qual, o bode emissário era o nome de um demônio do deserto originar-se-ia muito tempo depois, e estaria totalmente em desacordo como os princípios da redenção ensinados na Torá. Portanto, é inteiramente errado imaginar que esse cabrito representava o próprio Satanás, visto que nem o diabo nem seus demônios jamais são mencionados desempenhando funções expiatórias em prol da humanidade - que é a implicação dessa interpretação"(Idem p. 137)
"A palavra tem sido entendida e traduzida de diversas maneiras. 
As versões antigas (LXX, Símaco, Teodócio e Vulgata) entenderam que a palavra indica o 'bode que se vai', considerando como derivada de duas palavras hebraicas: ez= bode, e azal= virar-se"
"Uma possibilidade final é considerar o vocábulo [Azazel} como a designação de um ser pessoal de modo a contrapor-se à palavra SENHOR . Neste sentido Azazel poderia ser um espírito maligno (Enoque 8:1; 10:4; 2 CR 11:15; Is 34:14; Ap 18:2 ou até mesmo o próprio demônio (KD. loc. cit.), numa oposição de antítese ao Senhor. No entanto, as referências de Enoque a Azazel como um demônio dependem, sem dúvida alguma, da interpretação que o próprio autor desse livro faz de Lv. 16 e Gn 6:4"
"Mas nessa passagem joanina também se percebe uma alusão ao bode emissário. Esse fato é claramente visto nas palavras 'leva embora' (ARA, ´tira'; cf. 1 Jo 3:5 ) (Dicionário Internacional de Teologia do Antigo Testamento, p. 1099)"
No livro de Enoque, Azazel (citado como Azazyel) é um dos anjos caídos, chamados de Vigilantes, que se sentiram atraídos pelas mulheres e vieram na terra para ter relações sexuais com elas. Destas relações nasceram os Sentinelas ou Gigantes. Azazel e outros anjos caídos passaram conhecimentos a humanidade, ensinaram a humanidade a fazer armas, espadas, armaduras, agricultura, astronomia. Deus viu isso como uma traição e eliminou-os da terra com um Dilúvio (citado também em Gênesis). Ainda de acordo com o Livro de Enoque, Azazel foi julgado e condenado pelo Arcanjo Miguel.
Os Santos Vigias foram depois enviados por Deus para castigar e tentar reorganizar o caos que os Nephilim, filhos dos Grigori com as filhas dos homens, causaram na terra. Na verdade os Nephilins eram os filhos que nasceram da união entre os humanos e os anjos rebelados.

## Demonologia
Para a Demonologia, ou a catalogação dos demônios da tradição católica, Azazel é um dos 7 arquidemônios de Satã, um dos sete príncipes do Inferno, que fazem contrapartida aos 7 arcanjos de Deus.
Azazel é considerado um demônio advindo de uma seita judaica que adorava um ídolo em forma de carneiro e oferecia sacrifícios em holocausto a esta figura caprina. Dizem, certas correntes, que havia rituais de sodomia e zoofilia, nos quais, grupos de judeus imolados pelo espírito do ídolo, no caso o demônio Azazel, entregavam suas virgens para praticar atos sexuais ou libidinosos com cabras e outros homens, em um ritual macabro e pervertido. Os reis de Judá descobriram esta seita que adorava a ídolos, e contrariava os mandamentos da Torá entregues a Moisés. Houve uma batalha na cidade aonde esta seita se encontrava e todos os judeus que adoravam Azazel, bem como a cidade, foram destruídos. 
Segundo a lenda Azazel foi o ex-arcanjo Natanaél que se lançou do paraíso para libertar sua amada de uma prisão no inferno. Antes disso, era um anjo cuja missão era treinar as tropas celestiais e ser um emissário enviado para viver entre os humanos; nesta missão, teve relações com as mulheres dos homens, e isto motiva a crença de que os rituais de invocação de Azazel ocorrem através da prática de atos sexuais entre mulheres e cabras. Azazel é o rei dos Shekmitas, ou seja, a raça de demônios meio homens e meio cabras, com aspecto parecido com o de Baphomet que também é um demônio Shekmita famoso. Aquele é responsável pela desgraça dos idólatras e seu poder é comparável ao dos demônios mais fortes do inferno; ele comanda as legiões Shekmitas no inferno, sendo um general que responde somente ao próprio Lúcifer. Há boatos não comprovados de que Azazel vive nos dias de hoje entre os homens na busca incessante de estar novamente com sua amada cuja voz seja de fato a única coisa que acalma sua ira

## Ritual do Dia do Perdão
No terceiro livro do Tanach, consta que entre os rituais do Dia do Perdão, quando ocorre anualmente a finalização do julgamento da humanidade, havia, na época em que ainda estava edificado o Templo de Jerusalém, a obrigação de separar dois bodes idênticos (mesma cor, mesmo peso, mesma altura etc.). O primeiro era sacrificado para o Eterno, e o segundo, deixado no deserto e era chamado Azazel. Ele caminhava carregando os pecados até encontrar um lugar para se precipitar. Ele não parava de andar até cumprir seu destino, representando o que hoje é, e sempre, foi o destino de satanás.
A despeito de o texto dizer que um dos animais deveria ser deixado para Azazel, não se tratava de uma oferta de per se, mas o ritual estava ligado, simbolicamente, mais às origens do povo hebreu, com seus antepassados Esaú e Jacó, que eram gêmeos, e, assim, se ritualizava essa memória.
Outro significado atribuído ao ritual era o de que o pecado é muito próximo de uma boa ação e que as pessoas deveriam ser vigilantes, para não deixar que um pecado fosse disfarçado de ato bondoso. A escolha de qual dos animais seria enviado ao deserto era aleatória, de acordo com o texto do capítulo 16 do livro de Levitico